# Zhou Fohai
Zhou Fohai (周佛海T, Zhōu FóhăiP; Hunan, 29 maggio 1897 – Nanchino, 28 febbraio 1948) è stato un politico cinese.
Fu secondo in comando dello Yuan esecutivo nel regime collaborazionista di Wang Jingwei durante la seconda guerra sino-giapponese.

## Biografia
Zhou nacque nella provincia di Hunan durante la dinastia Qing cinese, dove suo padre era un funzionario dell'amministrazione Qing. Dopo la rivoluzione Xinhai, fu inviato in Giappone per motivi di studio, frequentando la Settima Scuola Superiore Zoshikan (la precorritrice dell'Università di Kagoshima), seguita dalla imperiale Università di Kyōto. Durante la sua permanenza in Giappone, fu attratto dal marxismo e, al suo ritorno in Cina, divenne uno dei fondatori del Partito Comunista Cinese. Partecipò al Primo Congresso di Shanghai nel luglio 1921, ma lasciò il Partito Comunista nel 1924 per unirsi al Kuomintang. Fu assegnato come segretario al Dipartimento delle pubbliche relazioni del governo centrale, ma mantenne forti legami con la cricca di sinistra del partito, guidata da Wang Jingwei e Liao Zhongkai. Si oppose fermamente alla spedizione del Nord di Chiang Kai-shek e alla condotta di quest'ultimo durante seconda guerra sino-giapponese.
Dopo che Wang Jingwei ruppe i rapporti con il Kuomintang durante la seconda guerra mondiale e istituì il governo nazionale collaborazionista della Repubblica di Cina, Zhou presto lo seguì. All'interno del nuovo governo, Zhou divenne vicepresidente, ministro delle finanze e ebbe il controllo su parte dell'esercito del regime di Nanchino. Fu anche ministro della polizia (fino al 1941) e divenne sindaco di Shanghai dopo Chen Gongbo nel 1944. Mantenne anche contatti segreti con i nazionalisti a Chongqing.
Alla fine della seconda guerra mondiale, Zhou fu catturato e portato a Chongqing dove rimase in custodia per quasi un anno. Fu quindi inviato a Nanchino nella provincia di Jiangsu dove fu processato per tradimento a causa dei suoi ruoli in tempo di guerra. Al suo processo, Zhou sostenne che "Nella prima metà del periodo in cui ho partecipato al governo di Nanchino, ho tentato, rimanendo in contatto con il nemico, di volgere le cose a vantaggio del mio paese; nella seconda metà, ho cercato di metterli contro il nemico mantenendo i contatti con il mio Paese [il governo di Chongqing].". Ciononostante, Zhou fu condannato a morte ma la sentenza fu commutata in ergastolo da Chiang Kai-shek, dopo che sua moglie aveva interceduto per lui.  Mentre era in prigione soffrì di problemi cardiaci e di stomaco e morì il 28 febbraio 1948, all'età di 50 anni.